# Fujikawa Koji
Koji Fujikawa (sinh ngày 7 tháng 10 năm 1978) là một cầu thủ bóng đá người Nhật Bản.

## Sự nghiệp câu lạc bộ
Koji Fujikawa đã từng chơi cho Kyoto Purple Sanga, Oita Trinita, Sagan Tosu và Kataller Toyama.